# Ferdinand Coly
Ferdinand Coly (*Dakar, Senegal, 10 de septiembre de 1973) es un exfutbolista senegalés. Jugaba de defensa o lateral derecho y su último equipo fue el Parma de Italia.

## Selección nacional
Ha sido internacional con la Selección de fútbol de Senegal, ha jugado 23 partido internacionales.

### Participaciones en Copas del Mundo
| Mundial                        | Sede                  | Resultado        |
| ------------------------------ | --------------------- | ---------------- |
| Copa Mundial de Fútbol de 2002 | Corea del Sur y Japón | Cuartos de final |

## Clubes
| Club            | País       | Año       |
| --------------- | ---------- | --------- |
| LB Châteauroux  | Francia    | 1996-1999 |
| RC Lens         | Francia    | 1999-2002 |
| Birmingham City | Inglaterra | 2002      |
| RC Lens         | Francia    | 2002-2003 |
| Perugia Calcio  | Italia     | 2003-2005 |
| Parma FC        | Italia     | 2005-2008 |